# Garibaldi (Oregon)
Garibaldi és una població dels Estats Units a l'estat d'Oregon. Segons el cens del 2007 tenia 895 habitants.

## Demografia
Segons el cens del 2000, Garibaldi tenia 899 habitants, 436 habitatges, i 251 famílies. La densitat de població era de 357,8 habitants per km².
Dels 436 habitatges en un 16,5% hi vivien nens de menys de 18 anys, en un 47,5% hi vivien parelles casades, en un 6,4% dones solteres, i en un 42,4% no eren unitats familiars. En el 34,2% dels habitatges hi vivien persones soles el 17,4% de les quals corresponia a persones de 65 anys o més que vivien soles. El nombre mitjà de persones vivint en cada habitatge era de 2,04 i el nombre mitjà de persones que vivien en cada família era de 2,55.
Per edats la població es repartia de la següent manera: un 16,2% tenia menys de 18 anys, un 6,1% entre 18 i 24, un 21,4% entre 25 i 44, un 31,3% de 45 a 60 i un 25% 65 anys o més.
L'edat mediana era de 49 anys. Per cada 100 dones de 18 o més anys hi havia 103,5 homes.
La renda mediana per habitatge era de 28.945$ i la renda mediana per família de 37.266$. Els homes tenien una renda mediana de 30.938$ mentre que les dones 23.359$. La renda per capita de la població era de 18.075$. Aproximadament el 6,9% de les famílies i l'11,6% de la població estaven per davall del llindar de pobresa.

## Poblacions més properes
El següent diagrama mostra les poblacions més properes.